# Endomeliola dingleyae
Endomeliola dingleyae — вид грибів, що належить до монотипового роду Endomeliola.